# Lawson (Misuri)
Lawson es una ciudad ubicada en el condado de Ray, en el estado estadounidense de Misuri. En el Censo de 2010, tenía una población de 2473 habitantes, y una densidad poblacional de 368,23 hab./km² (habitantes por kilómetro cuadrado).

## Geografía
Lawson se encuentra ubicada en las coordenadas 39°25′59″N 94°13′13″O / 39.43306, -94.22028. Según la Oficina del Censo de los Estados Unidos, Lawson tiene una superficie total de 6.72 km² (kilómetros cuadrados), de la cual 6.56 km² corresponden a tierra firme y (2.31 %) 0.16 km² es agua.

## Demografía
Según el censo de 2010, había 2473 personas residiendo en Lawson. La densidad de población era de 368,23 hab./km² (habitantes por kilómetro cuadrado). De los 2473 habitantes, Lawson estaba compuesto por el 97.41 % de blancos, el 0.12 % de negros, el 0.69 % de amerindios, el 0.16 % de asiáticos, el 0 % de isleños del Pacífico, el 0.2 % de otras razas, y el 1.42 % de dos o más razas. Del total de la población, el 1.09 % eran hispanos o latinos de cualquier raza.